# Валерий Якоби
Вижте пояснителната страница за други личности с името Якоби.
Валѐрий Ива̀нович Яко̀би (Яко̀бий) е руски художник, майстор на историческата и жанрова живопис, професор в Петербургската художествена академия, един от учредителите на организацията на Передвижниците. Той е брат на Павел Якоби, революционер, а по-късно – лекар-психиатър и етнограф.

## Детство и младост
Валерий Якоби е роден на 4 май 1833 година в с. Кудрявцево, Казанска губерния на Русия, сега Татарстан, в семейството на помешчик.
Получава образованието си в една от казанските гимназии, след което постъпва в Казанския университет, но не го завършва. Когато в губернията се уточнява съставът на Симбирското опълчение, което да вземе участие в Кримската война, Якоби се записва като доброволец. Заедно с отряда си се отправя към мястото на военни действия, но по пътя се получава съобщение, че войната е прекратена. Някои биографи обаче пишат, че все пак той е участвал в боеве по време на военната кампания.
През 1856 година, след войната, решава да се посвети на живописта и постъпва в Петербургската художествена академия, когато вече е зряла личност. Става ученик на професора по историческа живопис Алексей Марков. Преминава много бързо през всички курсове, като получава всички възможни награди, давани в Академията. През 1858 година това е малък сребърен медал за картината „Разносвач на плодове“, на следващата година – голям сребърен за „Татарин, продавач на хавлии“, през 1860 – малък златен за „Светлият празник на бедняка“ и през 1862 – голям златен медал за „Почивка на арестантите“. Последната картина е едно от най-значителните му произведения.
В нея Якоби, пръв от руските художници, разглежда темата за царската каторга. Представя много убедително образите на различни социални типове – от босяка до интелигента, политически каторжник. Персонажите му не са престъпници, а обикновени хора. Получава признанието на обществеността и във връзка с реформите на император Александър II, които касаят съдбата на изгнаници и каторжници. Картината произвежда силно впечатление на публиката и в наши дни се намира в Третяковската галерия.
Заедно със златния медал Якоби получава и правото на задгранично пътуване. Скоро след това, за сметка на Академията, заминава за Германия, Франция, Италия, Швейцария и други европейски страни, където прекарва 8 години в усъвършенстване на своето изкуство. Докато е в Швейцария работи известно време в Цюрих под ръководството на професор Колер, а след това живее в Париж, Рим и Неапол. Това пътуване променя както живописната техника на художника, така и творческото му кредо. Якоби е един от най-интересните майстори на историческа живопис. Започва пътя си на творец като първо създава жанрови картини като „Разносвач на плодове“ (1858), преминава през социалната тематика, докато стига до създаването на големи исторически платна.

## Зрелост
Като резултат от това пътешествие, освен неголемите жанрови картини, се появяват и двете исторически платна – „9 термидор. Терористи и умерени“ (1864), която е една от първите руски творби, посветени на Френската революция, и „Показват на кардинал Гиз главата на адмирал Колини, убит през Вартоломеевата нощ“ (1864). За тези две картини, изложени на академичната изложба през 1864 година, Якоби получава званието академик. Една година след завръщането си в Санкт Петербург, през 1870 година, получава званието професор за картината си „Арестът на херцог Бирон“ и е избран за член на академичния съвет.
След завръщането си в Русия художникът взима дейно участие в създаването на организацията на Передвижниците. Членува в нея за кратко, тъй като през 1872 година е изключен, понеже не представя картини за изложбата на общността. В Художествената академия Якоби също поддържа консервативна позиция. Обикновено избира исторически теми и създава картини с повърхностно-илюстративен характер, занимателни външно, но лишени от идейно съдържание.
През 1870-те години Якоби създава платна, изобразяващи ярки събития от един трагичен период от руската история – управлението на Анна Ивановна. Едно от тях, „Ернст Бирон“ (1871), е портрет на фаворита на императрицата Бирон, херцог на Курландия. На картината „Шутове при двора на императрица Анна Ивановна“ (1872) са изобразени 26 фигури, като почти всички са образи на известни политици, събрани в спалнята на неразположената императрица. До постелята на лежащата владетелка, на едно от креслата, в небрежна поза седи Бирон и си оправя маникюра. До него, шепнейки на ухото му, застанал прав, е изобразен Андрей Ушаков, началникът на страшната тайна канцелария. В ролята на шутове, които се стараят да ги развеселят като се прескачат, са изобразени популярни политици, които по това време са носители на властта. В средата на стаята, опирайки се на пода, се е навел маститият старец княз Дмитрий Голицин. Граф Апраксин току-що го е прескочил и лежи на пода. Прескача го и друг известен политик – княз Волконски, на чийто гръб се мята смелият и забавен шут Балакирев. Единственият образ на човек, който не участва в унизителната игра и наблюдава неодобрително, е този на един от тримата кабинет-министри Артемий Волински, застанал до вратата.
Сюжетът на картината „Леден дом“ от 1878 година е свързан със събития от 1739 година. Тогава, по заповед на императрицата Анна Ивановна и като подигравка, на брега на Нева е построен леден „дворец“, предназначен за сватбата на шута Кулковски. В сватбеното тържество взимат участие представители на многочислените народи в Русия в национални костюми, а тържеството се съпровожда от оригинални народни танци. След пиршеството новобрачните са заведени в ледения дом, където са затворени до сутринта, за да консумират брака си. А за да не могат двамата да избягат, пред входа е поставен караул. Според друга версия става въпрос за сватбата на княз Голицин, на когото императрицата обещава да подари дом на брега на реката.
През 1878 година Валерий Якоби прекарва 6 месеца в качеството си на комисар към руския художествен раздел на Световното изложение в Париж и член на международното жури от страна на Русия.
Якоби е умен и даровит човек, но когато рисува, понякога прибягва към помощта на манекени или фотографии. Това е една от причините да не се справя добре с перспективата, живописта му е малко суха и недотам уверена, цветист е в колорита, но не е силен в светлосенките. Всички тези недостатъци обаче са компенсирани с интересните сюжети, ефектните композиции и изрядните изображения на костюми и аксесоари.
Едни от най-известните му картини са „Парижки вехтошар пред вратата на механа“ (1864), „Есен“ (1865), „Семейството на художника“ (1867), „Политика след закуска“ (1869), „Любител на рядкости“ (1876), „Артемий Волински на заседание на министерския съвет“ (1876), „Сутрин с костюми в двора на императрица Анна Ивановна“. От портретите, рисувани от него, по-известни са тези на Николай Киреев и на госпожа Рудзинска с дъщеря си.(4)
От историческите творби на Якоби особено внимание предизвиква платното „Инаугурация на Императорската художествена академия, 7 юли 1765 година“ („Първото тържествено събрание на художествената академия“) (1889). В него художникът запечатва момента на връчването на Екатерина II диплом за главен деец и преподавател в Художествената академия. В картината включва и образите на 35 от сановниците и държавните дейци от Екатерининската епоха.

## Последни години
През 1880-те години творческите му сили постепенно започват да гаснат. През 1883 година, оставайки член на академичния съвет, е назначен и за професор-преподавател в няколко класа на Художествената академия. Четири години след това е уволнен и изпратен в оставка, вследствие проведеното коренно преобразуване на учебното заведение.
Последните години от живота си прекарва отчасти в Петербург, като много пътува из Европа и африканското средиземноморско крайбрежие. Живее най-вече в Алжир и Южна Франция. От пътешествията си извън страната художникът донася множество етюди и картини, които се отличават с колоритен етнографски дух и тенденции, насочени към Символизма. Част от тях са „Девойка със сабя“ (1881), „Край басейна“ (1883), „На входа на джамията“ (1883), „Двор в Севиля“ (1891), „Типажи от Танжер“ (1879).
Валерий Якоби умира на 30 април (13 май) 1902 година в град Ница, Франция.
- 1860-1902
- Светлият празник на бедняка (1860)
- Есен (1865)
- Съпругата и синът на художника (1867)
- Преди дуел (1877)
- Девойка със сабя (1881)
- Туркиня (преди 1902)

- Детайли от „Леден дом“ и „Шутове при двора на императрица Анна Ивановна“